# Laurenz Tanner (politico 1631)
Laurenz Tanner (Herisau, 13 aprile 1631 – Herisau, 19 novembre 1701) è stato un politico svizzero.

## Biografia
Figlio di Johannes Tanner e fratello di Johannes Tanner, sposò nel 1653 in prime nozze Catharina Diem, figlia di Hans Diem, maniscalco e in seconde nozze nel 1697 Judith Kappeler, figlia di Adam Kappeler, vedova di Hans Ulrich Schiess, sindaco e titolare di un impianto di candeggio a Herisau. Oste e commerciante, fu sindaco di Herisau, alfiere di Appenzello Esterno dal 1665 al 1670, tesoriere cantonale dal 1670 al 1675, Vicelandamano dal 1675 al 1684, inviato alla Dieta federale per 37 volte dal 1682 al 1698 e Landamano tra il 1684 e il 1701.
Dopo la revoca dell'editto di Nantes del 1685, predispose una colletta per i protestanti scacciati dalla Francia e dal Piemonte e domandò il richiamo delle truppe di Appenzello Esterno al servizio della Francia. Nel 1686 sostenne la costruzione di una chiesa a Wald. Nel 1701 non fu rieletto Landamano, poiché favorevole all'introduzione del calendario gregoriano.